# Mú Kanazaki
Mú Kanazaki (* 16. únor 1989 Cu) je japonský fotbalový záložník a reprezentant.

## Klubová kariéra
Hrával za Oita Trinita, Nagoya Grampus, 1. FC Norimberk, Portimonense SC, Kashima Antlers.

## Reprezentační kariéra
Mú Kanazaki debutoval za japonský národní tým v roce 2009.

## Statistiky
Platné k prosinci 2015
| Japonsko | Japonsko | Japonsko |
| Roky     | Záp.     | Góly     |
| -------- | -------- | -------- |
| 2009     | 1        | 0        |
| 2010     | 4        | 0        |
| 2011     | 0        | 0        |
| 2012     | 0        | 0        |
| 2013     | 0        | 0        |
| 2014     | 0        | 0        |
| 2015     | 1        | 1        |
| 2016     | 4        | 1        |
| 2017     | 1        | 0        |
| Celkem   | 11       | 2        |